# Lieja-Bastoña-Lieja Femenina
La Lieja-Bastoña-Lieja Femenina (oficialmente Liège-Bastogne-Liège Femmes) es una carrera profesional femenina de ciclismo en ruta de un día que se disputa anualmente en Lieja y sus alrededores y como su propio nombre indica pasando por Bastoña. Es la versión femenina de la carrera del mismo nombre y se celebra el mismo día que su homónima, el último domingo del mes de abril luego de la Flecha Valona Femenina y la Lieja-Bastoña-Lieja Femenina con las que conforman la conocida Trilogía de las Ardenas.
Su primera edición se corrió en 2017 como parte del UCI WorldTour Femenino.

## Palmarés
| Año  | Ganador              | Segundo              | Tercero              |
| ---- | -------------------- | -------------------- | -------------------- |
| 2017 | Anna van der Breggen | Lizzie Deignan       | Katarzyna Niewiadoma |
| 2018 | Anna van der Breggen | Amanda Spratt        | Annemiek van Vleuten |
| 2019 | Annemiek van Vleuten | Floortje Mackaij     | Demi Vollering       |
| 2020 | Lizzie Deignan       | Grace Brown          | Ellen van Dijk       |
| 2021 | Demi Vollering       | Annemiek van Vleuten | Elisa Longo Borghini |
| 2022 | Annemiek van Vleuten | Grace Brown          | Demi Vollering       |
| 2023 | Demi Vollering       | Elisa Longo Borghini | Marlen Reusser       |
| 2024 | Grace Brown          | Elisa Longo Borghini | Demi Vollering       |
| 2025 | Kimberley Le Court   | Puck Pieterse        | Demi Vollering       |

## Palmarés por países
| País         | Victorias |
| ------------ | --------- |
| Países Bajos | 6         |
| Reino Unido  | 1         |
| Australia    | 1         |
| Mauricio     | 1         |